# حالحال علیا
حالحال علیا، روستایی از توابع بخش دشتک شهرستان چالدران در استان آذربایجان غربی ایران است.

## جمعیت
این روستا در دهستان آواجیق جنوبی قرار دارد و براساس سرشماری مرکز آمار ایران در سال ۱۳۸۵، جمعیت آن ۹۲ نفر (۱۶خانوار) بوده‌است.